# Символи префектури Ґіфу

## Символи префектури
|         |  |  |        |  |  |             |
| Емблема |  |  | Прапор |  |  | Знак-символ |

- Емблема префектури

Емблема префектури Ґіфу — стилізоване зображення ієрогліфа 岐 (ґі), першого знаку назви префектури, який взятий у коло, символ миру і гармонійності. Цей префектурний символ був вибраний і затверджений 1932 року префектурною ухвалою. Інколи емблема префектури називається «префектурним гербом».
- Знак-символ префектури

Знак-символ префектури Ґіфу — стилізоване зображення латинської літери Ｇ, першої літери слова ＧＩＦＵ, назви префектури. Червона точка змінюється кольоровими лініями, а лінії у жовту площину, які уособлюють розвиток Ґіфу. Префектурний знак-символ був затверджений 1991 року. 
- Прапор префектури

Положення про прапор префектури Ґіфу були затверджені разом із емблемою префектури 1932 року. Згідно з ними, співвідношення сторін прапора дорівнює 2 до 3. У центрі розміщується емблема префектури, яка дорівнює 3/5 висоти полотнища. Колір прапора — білий, а емблеми — зелений.
- Дерево префектури

Тис гострокінцевий (Taxus cuspidata) — хвойне дерево родини тисових, який росте у північних районах префектури Ґіфу. Округ Хіда здавна славиться у всій Японії виготовлення меблів та іграшок з нього. З 1966 року тис затверджено деревом префектури Ґіфу.
- Квітка префектури

Квітка-символ Ґіфу — астрагал китайський (Astragalus sinicus). Префектура є головним місцем його вирощування. Астрагал — супутник заболочених місцевостей, його часто можна побачити в околицях монастирських ставків. 1954 року астрагал був затверджений квіткою префектури шляхом опитування її мешканців.
- Птах префектури

Птахом-символом Ґіфу є куріпка тундрова (Lagopus mutus). Японською її називають громовим птахом. Куріпка живе в Японських Альпах, на висоті понад 2400 м. Влітку вона має брунатне пір'я, а взимку — біле. Куріпку, яка вважається пам'ятником природи в Японії, було обрано птахом префектури у 1965 році шляхом опитування.
- Морський символ префектури

Риба Аю (Plecoglossus altivelis) також вважається символом префектури Ґіфу. Її ловлять традиційними способом за допомоги бакланів у водах річки Наґара. Страви з цієї риби віддавна популярні в Японії. Аю було затверджено морським символом префектури 1989 року.